# 大乘法苑義林章
大乘法苑義林章，唐代窺基所著，七卷二十九章，本書為古來唯識研究者之珍貴典籍。
書中對於唯識教義之組織及基本內容，如判教、唯識義理、修行理論、果位等，均詳加闡釋，其中〈總料簡章〉為本書最精要之部分，為窺基從唯識學立場簡擇佛陀言說之教判。在〈唯識義章〉中，則創發性地提出「五重唯識觀」，建立法相宗的觀行次第。

## 目次
卷一：總料簡、五心、唯識義林、諸乘義林（四章）。
卷二：諸藏、十二分、斷障、二諦（四章）。
卷三：大種造色、五根、表無表（三章）。
卷四：歸敬、四食、六十二見、八解脫、二執（五章）。
卷五：二十七賢聖、三科、極微、勝定果色、十因、五果、法處色（七章）。
卷六：三寶、破魔羅、三慧、三輪（四章）。
卷七：三身義林、佛土（二章）。

## 補闕
慧沼作《義林章補闕》，原十卷，今僅存三卷（卷四、卷七、卷八）。
卷四：三科、得非得、空義、十二支、二種生死、三求。
卷七：界處義林、五蘊義林、五境義林。
卷八：見道、二量、十業道。

## 注解
本書註釋今存有六十種之多，大多為日本僧人所作，如：
- 善珠《義林章義鏡》六卷，
- 基辨《師子吼鈔》二十二卷，
- 普寂《大乘法苑義林章纂註》七卷等；

中國僧人所作有：
- 唐代智周《義林章決擇記》四卷。

特別註釋其中一章者，有： 守千《表無表章栖翫記》、善珠《表無表章義鏡》、真興《唯識義》、梅光義居士《法苑義林章唯識章注》等。

## 外部連結
- 《大乘法苑義林章》解題（王雷泉） （页面存档备份，存于）